# Pessegueiro (eiland)

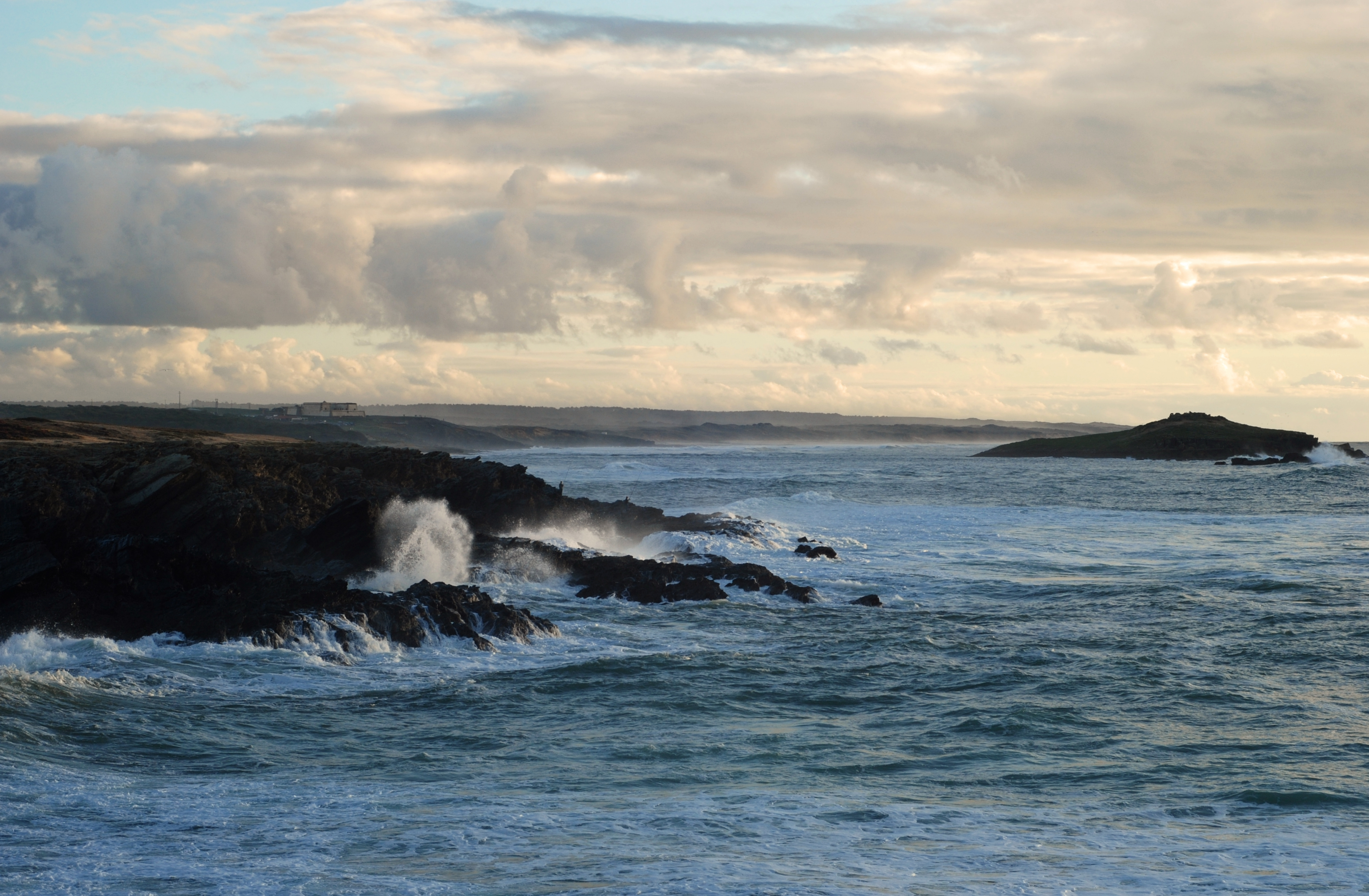
Pessegueiro gezien vanaf Porto Covo, Portugal, op een winterse dag.

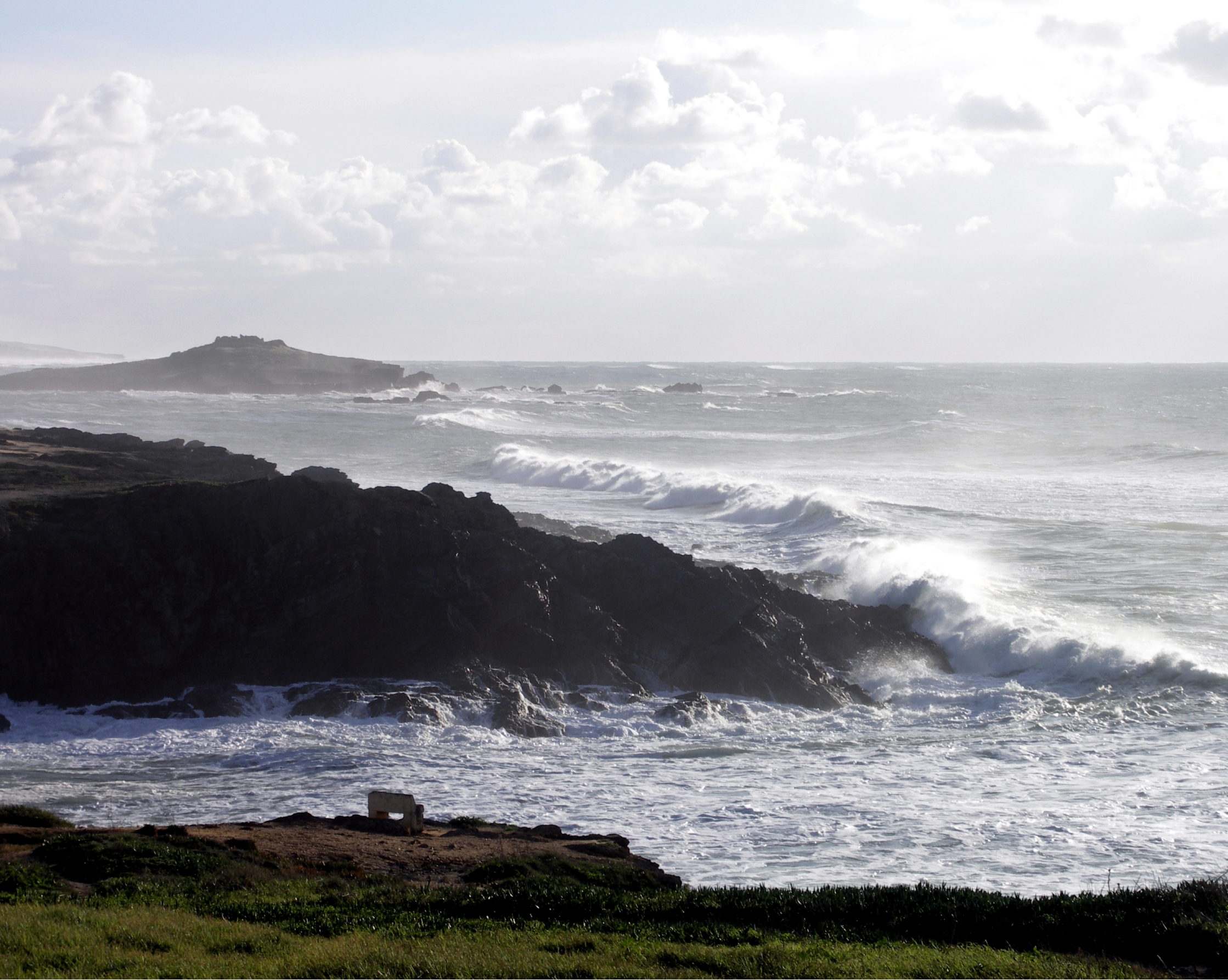
Het eiland Pessegueiro.

Pessegueiro (Portugees: Ilha do Pessegueiro) is een klein eiland aan de westkust van Portugal. Het eiland behoort tot de gemeente Porto Covo en Sines in het Portugese district Setúbal. Het eiland ligt 250 meter van de Atlantische kust, ongeveer 5 kilometer vanaf Porto Covo, tussen de havens van Sines en Vila Nova de Milfontes. Naast een fort uit de zestiende eeuw zijn er nog overblijfselen van eeuwenoude bezettingen, zoals een fabriek uit de Romeinse tijd. Het eiland kan worden bereikt met een boot, via een kanaal dat vroeger diende als vluchtkanaal. Het eiland en de aangrenzende kust maken deel uit van het Nationaal Park Zuidwest-Alentejo en Costa Vicentina. Op het eiland is er een strand aanwezig.

## De legende
Volgens vele verhalen kwamen in het midden van de achttiende eeuw Barbarijse zeerovers aan op het eiland uit Algerije en Marokko. Een katholieke monnik op het eiland verdedigde zich tegen het plunderen van een kapel op het eiland gewijd aan Maria. De zeerovers doodden de monnik, plunderden de kapel en gooiden het beeld van Maria in de vlammen.
Later begroeven inwoners van Porto Covo de monnik en beslisten om het beeld te gaan zoeken op het eiland. Ze vonden dit uiteindelijk tussen verbrande spullen; het was als enige onbeschadigd door het vuur. Het Mariabeeld werd verplaatst naar een nieuwe kapel op het vasteland van Portugal, één kilometer van het eiland af, genaamd Capela de Nossa Senhora da Queimada. De kapel is nu een bedevaartsoord.